# Petronymphe decora
Petronymphe es un género monotípico de plantas monocotiledóneas perteneciente a la familia Asparagaceae. Su única especie: Petronymphe decora H.E.Moore, es originaria de México donde se encuentra en el Estado de Guerrero.

## Taxonomía
Petronymphe decora  fue descrita por Harold Emery Moore y publicado en Gentes Herbarum; Occasional Papers on the Kinds of Plants 8: 258, f. 104. 1951.